# Conseil de l'église baptiste du Nagaland
Le Conseil de l'église baptiste du Nagaland (anglais : Nagaland Baptist Church Council) est une association chrétienne évangélique d'églises baptistes en Inde.  Il est affilié à l’Alliance baptiste mondiale. Son siège est situé à Kohima, au Nagaland.

## Histoire

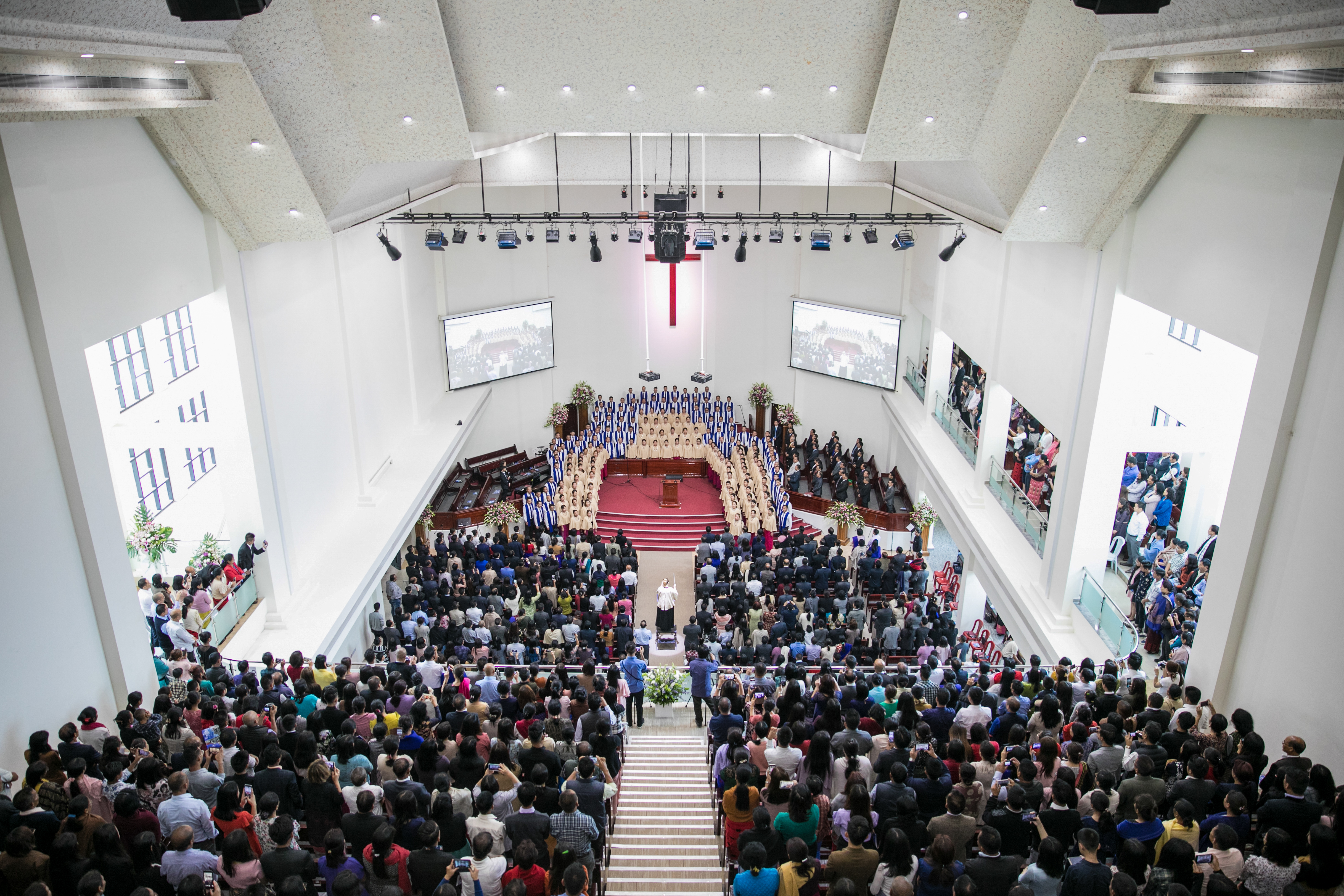
Service à l'Église baptiste de Kohima Ao, affiliée au Conseil de l'église baptiste du Nagaland.

Le Conseil de l'église baptiste du Nagaland a ses origines dans une mission américaine des Ministères internationaux en 1839.  Il est officiellement fondé en 1937 sous le nom de Naga Hills Baptist Church Council. En 1950, le conseil est devenu membre fondateur du Council of Baptist Churches in Northeast India . En 1953, il prend son nom actuel. En 2007, il comptait 1,347 églises et 454,349 membres.  Selon un recensement de l’association, en 2023 elle disait avoir 1,724 églises et 716,495 membres.

## Écoles
Elle compte 2 institut de théologie affilié, le Séminaire théologique oriental à Bade (près de Dimapur) fondé en 1991 et le Collège théologique Trinité.